# Officine Ermini

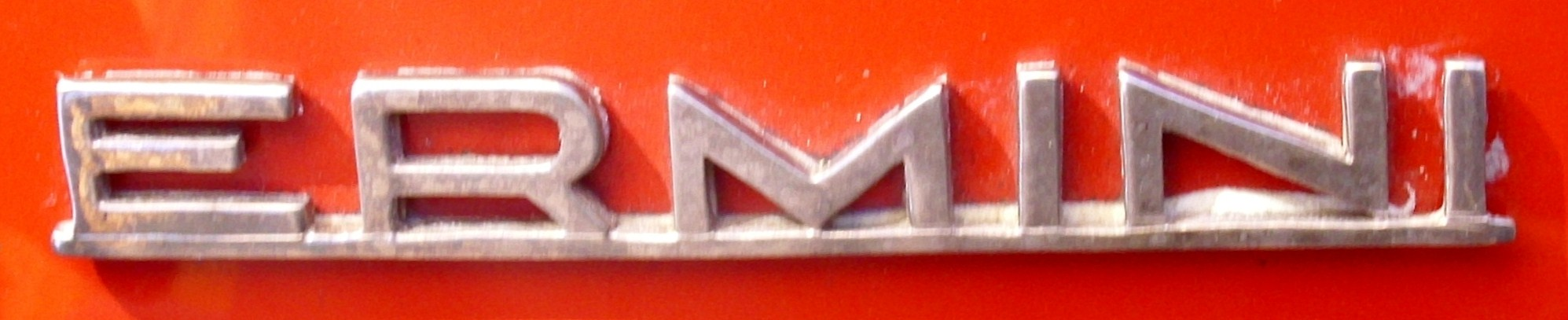
Schriftzug

Officine Ermini war ein italienischer Hersteller von Automobilen.

## Unternehmensgeschichte
Pasquale Ermini gründete 1948 in Florenz das Unternehmen zur Produktion von Automobilen, speziell von Sportwagen. 1962 wurde das Unternehmen aufgelöst. Insgesamt entstanden etwa 19 Fahrzeuge.

## Fahrzeuge
Das erste Modell hatte ein Rohrrahmen-Fahrgestell. Für den Antrieb sorgte ein Vierzylindermotor mit DOHC-Ventilsteuerung und zwei Fallstrom-Vergasern. Ein Fünfganggetriebe fand Verwendung. Später wurde auf dem Turiner Autosalon das Modell Gran Sport Coupé vorgestellt. Für den Antrieb sorgte ein Vierzylindermotor von Fiat, der auf 1350 cm³ Hubraum vergrößert war. Dieser Motor leistete mit DOHC-Ventilsteuerung, Doppelzündung und Weber-Vergaser 90 PS. Die Karosserie fertigte Pietro Frua. 1956 folgte das Modell 1100, ein offener Zweisitzer.

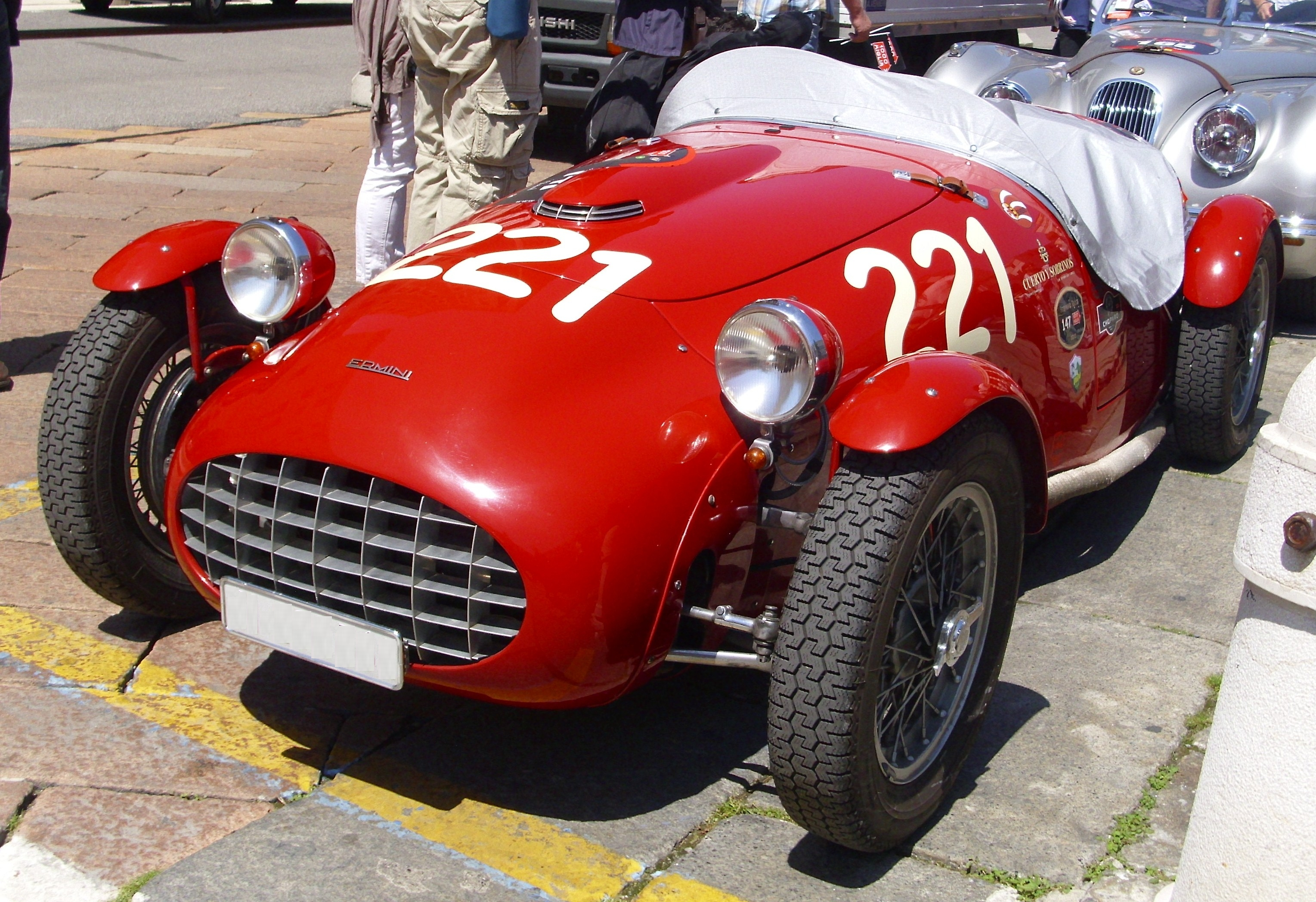
Ermini von 1951
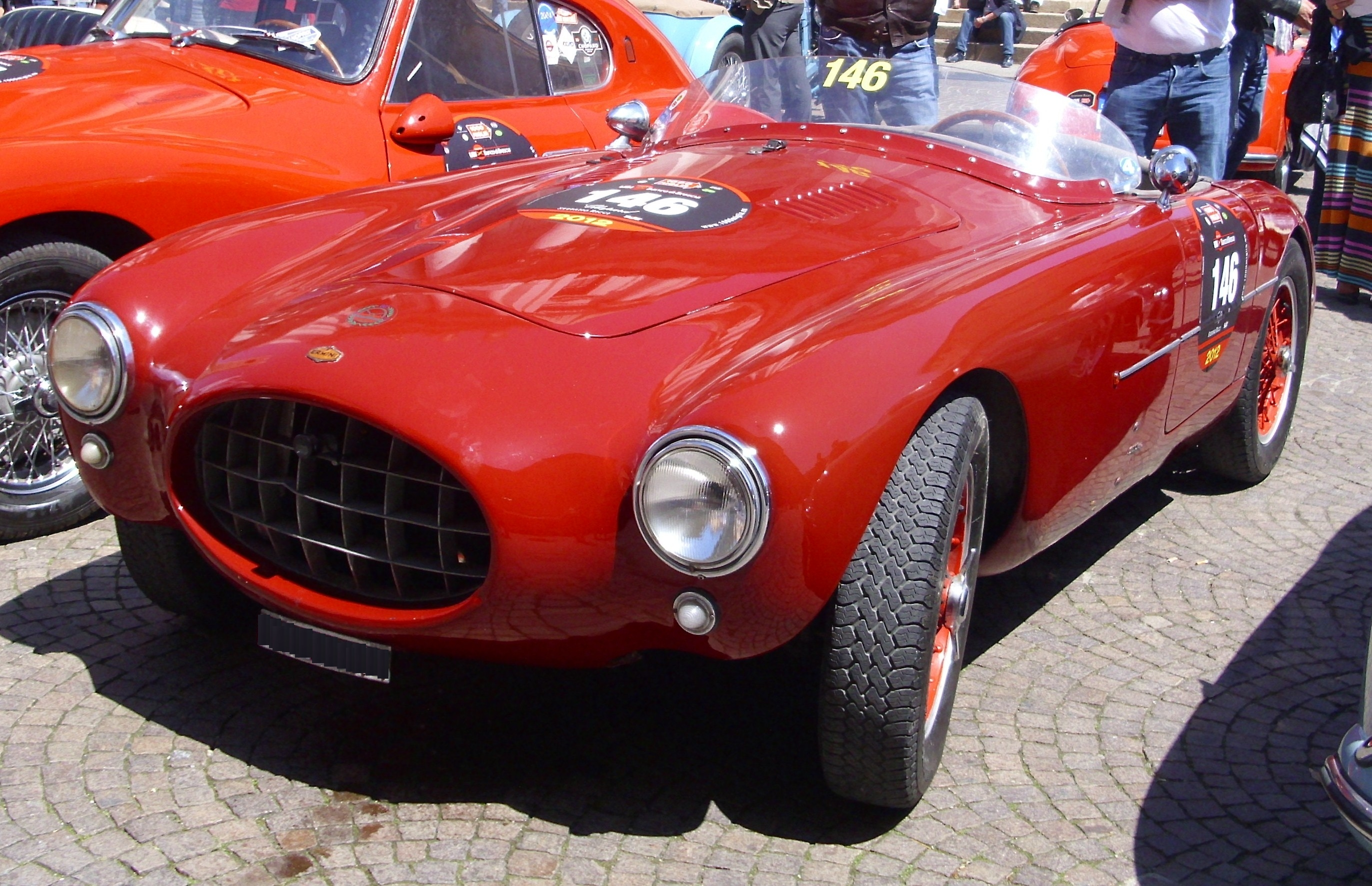
Ermini von 1952
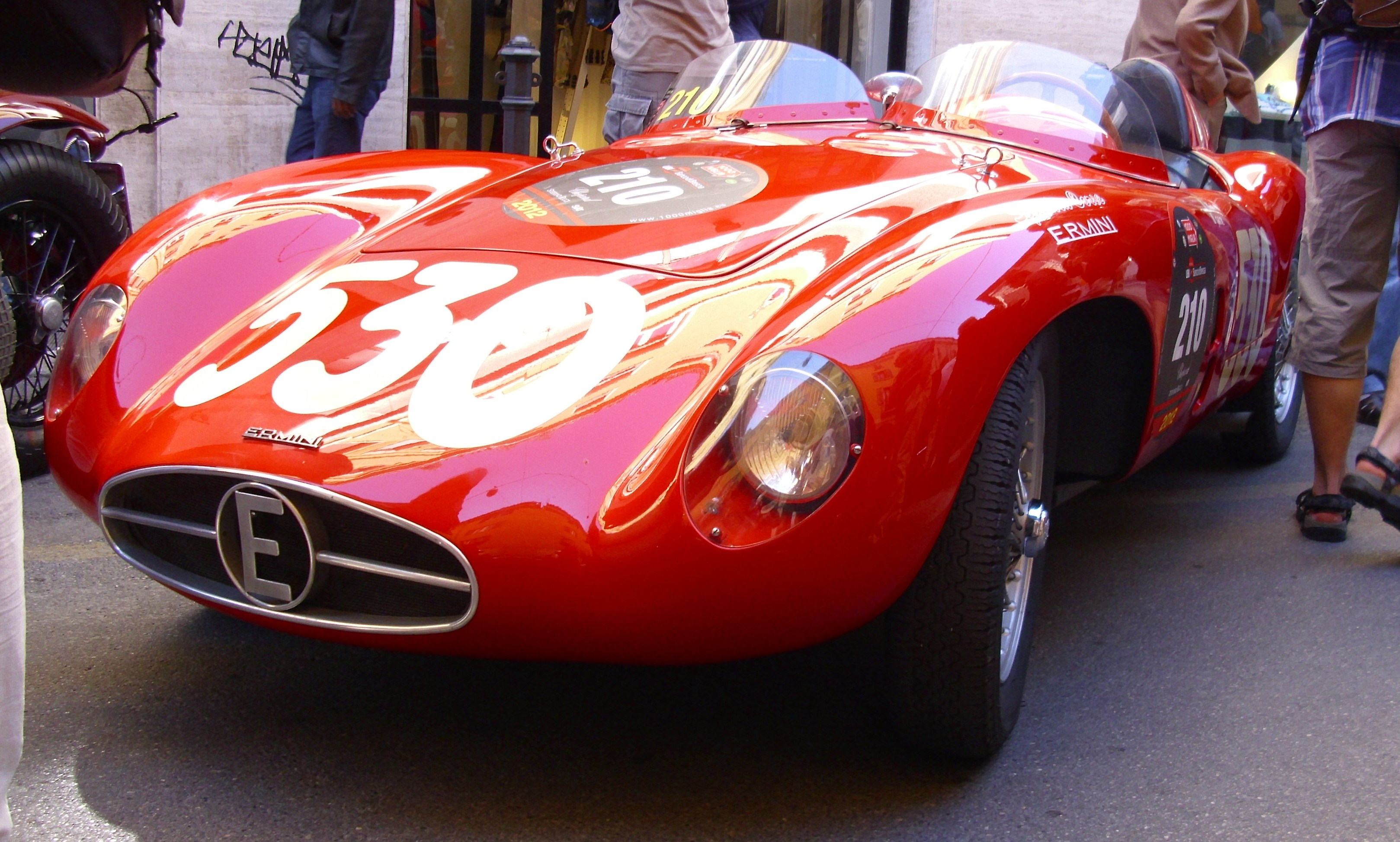
Ermini von 1955

## Rennerfolge
Ermini gewann 1950 die Nationale Sportwagenmeisterschaft in der Klasse bis 1100 cm³ Hubraum. Aldo Terigi belegte bei der Targa Florio von 1952 den vierten Platz im Gesamtklassement. Piero Scotti gewann seine Klasse bei einer Targa Florio.